# Hjalmar Kiærskou
Hjalmar Frederik Christian Kiærskou (6 de agosto de 1835, Copenhague - 18 de março de 1900), às vezes também declarado como Hjalmar Kiaerskov, foi um botânico dinamarquês.
Hjalmar Kiærskou era filho do paisagista Frederik Christian Jakobsen Kiærskou (1805–1891). Em 1862 graduou-se como Magister for Science. Em 1861 tornou-se assistente do Jardim Botânico da Universidade de Copenhague. De 1875 a 1883 foi bibliotecário na biblioteca botânica. Em 1873 casou-se com sua prima Margrethe Olivia Gindrup. Em 1883 tornou-se inspetor do Museu de História Natural da Dinamarca. De 1869 a 1893 foi editor da revista Botanisk Tidsskrift . De 1882 a 1889 foi professor no Monrad'ske Kursus (um curso nomeado em homenagem ao primeiro-ministro dinamarquês Ditlev Gothard Monrad) na Danmarks Lærerhøjskole (Faculdade de Professores da Dinamarca). Em 1882 foi professor do instituto politécnico. De 1876 a 1883 foi assistente no laboratório químico de Sigfred Frederik Edvard Valdemar Stein.
Kiærskou publicou as descrições científicas de vários táxons de plantas das famílias Lythraceae e Myrtaceae, em particular da Espanha e do Brasil. Junto com Samsøe Lund escreveu uma monografia sobre as formas cultivadas do repolho, da beterraba e da colza .
Este botânico é indicado pela abreviatura de autor Kiaersk ao citar um nome botânico.

## Obras selecionadas
- 1884: En monografisk skildring af havekaalens, rybsens og rapsens kulturformer (with Samsøe Lund)
- 1890: Myrtaceae ex India occidentali a dominis Eggers, Krug, Sintenis, Stahl aliisque collectae
- 1893: Enumeratio Myrtacearum Brasiliensium quas collegerunt viri doctissimi Glaziou, Lund, Mendona, Raben, Reinhardt, Schenck, Warming aliique. Hauniae. Apud. Jul. Gjellerup. Ex Officina. Hoffensbergiana, 1893.